# Buffalo (condado de Marquette, Wisconsin)
Buffalo es un municipio del condado de Marquette, Wisconsin, Estados Unidos. Tiene una población estimada, a mediados de 2022, de 1415 habitantes.

## Geografía
El municipio está ubicado en las coordenadas 43°41′10″N 89°19′42″O / 43.68611, -89.32833. Según la Oficina del Censo de los Estados Unidos, tiene una superficie total de 127.6 km², de los cuales 125.9 km² corresponden a tierra firme y 1.7 km² están cubiertos de agua.

## Demografía
Según el censo de 2020, en ese momento había 1389 personas residiendo en la zona. La densidad de población era de 11.0 hab./km². El 95.82% de los habitantes eran blancos, el 0.43% eran asiáticos, el 0.14% eran isleños del Pacífico, el 0.65% eran de otras razas y el 2.95% eran de una mezcla de razas. Del total de la población, el 1.59% eran hispanos o latinos de cualquier raza.